# ذا دوكس أوف هازرد (فلم)
دوقات هازارد  (بالإنجليزية: The Dukes of Hazzard) هو فيلم حركة تم إنتاجه في الولايات المتحدة وصدر في سنة 2005.

## بطولة
- جونى نوكسفيل
- شون ويليام سكوت
- جيسيكا سمبسون
- بيرت رينولدز
- ويلي نيلسون

## القصة
يروي الفيلم حكاية أبناء العم الجنوبيين بو وديوك اللذين يساعدان عمهما وابنته المثيرة دايزي في إدارة عملهما بمزرعة مون شاين.
لكن الرجلين يقعان في العديد من المشاكل مع ضابط البلدة روسكو بسبب قيادتهما لسيارتهما البرتقالية اللون بطريقة متهورة.
ويصر مفوض المقاطعة الفاسد بوس هوج الذي يكره عائلتهم على طرد العائلة من مزرعتهم ليستفيد من مكانها. حيث يخطط لاستضافة المقاطعة لسباق السيارات السنوي، الذي يشارك به أمهر سائقي السيارات المحليين بيلي.
ومن أجل ذلك يضطر بو وديوك إلى تخريب مخطط بوس هوج حتى يحافظا على مزرعتهما ويمنعانه من طردهما.

## الميزانية والإيرادات
بلغت تكلفة إنتاج الفيلم حوالي 50 مليون دولار بينما حقق أرباحا تقدر بـ 111,069,515 دولار.

## روابط خارجية
- مقالات تستعمل روابط فنية بلا صلة مع ويكي بيانات